# Blogger
Per "bloguer" també s'entén algú que escriu en un blog. Aquest article tracta sobre el servei Blogger.com.
Blogger, una paraula creada per Pyra Labs (el seu creador), és un servei per crear i publicar un blog fàcilment. L'usuari no ha d'escriure cap codi o instal·lar programes en el servidor o de scripting. Blogger accepta per al hosting dels blogs el seu propi servidor (Blogspot) o el servidor que l'usuari especifiqui (FTP o SFTP).

## Història
Llançat l'agost del 1999, és una de les primeres eines de publicació de blogs la qual ha ajudat a popularitzar l'ús dels formularis.
Més específicament, en lloc d'escriure a mà l'HTML i pujar les noves publicacions, l'usuari pot publicar en el seu blog només emplenant un formulari a la web de Blogger. Els resultats són immediats i es pot fer des de qualsevol navegador.
El 2003 Pyra Labs fou adquirit per Google i, per tant, també Blogger. Google va aconseguir els recursos que Pyra requeria. Més endavant, les característiques "premium" (de pagament) van ser habilitades per al públic gràcies a l'ajuda de Google.
El 2004, Google va comprar Picasa i la seva utilitat d'intercanvi de fotos Hello. Això va permetre als usuaris de Blogger posar fotos fàcilment en el seu blog.
El 9 de maig de 2004 Blogger va ser rellançat amb noves plantilles de disseny (CSS), emmagatzematge individual de publicacions, comentaris i publicació via correu electrònic. Després Google va llançar una eina anomenada BlogThis! a la barra de cerca de Google, que permet obrir una nova finestra amb el formulari de publicació i que permet a l'usuari publicar sense necessitat de visitar la pàgina principal.
A finals de 2006, amb el nou Blogger Beta, es fa possible la publicació d'articles per categories o etiquetes (labels). L'actualització del nou Blogger requereix estar registrat a Google i inclou la millora del servei d'etiquetat d'articles i de la interfície d'edició i publicació d'articles.
L'any 2010 Blogger introdueix novetats, entre elles el dissenyador de plantilles, fonts tipogràfiques de Google, estadístiques d'analítica web,
pàgines estàtiques, previsualització, WYSIWYG (What You See Is What You Get) de noves entrades de blog i integració amb Google Apps.
L'any 2011 Blogger renova la seva interfície gràfica d'usuari, presenta
una nova característica anomenada vista dinàmica, desenvolupa noves aplicacions
i plantilles per a dispositius mòbils. També, es deixa de donar suport a comptes antics de Blogger no utilitzats des del 2007 per tal de passar
definitivament al sistema de comptes de google.
Amb l'arribada de Google+, Blogger comença a oferir la integració de perfils Google+ i Blogger, això permet poder compartir contingut de Google+ a través del panell d'administració de Blogger.
Arribant a l'any 2012 Blogger ha presentat algunes funcionalitat per millorar el posicionament web dels blogs. D'altra banda, des de gener els servidors de Blogger realitzen redireccionaments del domini de segon nivell blogspot.com a dominis de segon i tercer nivell pel país d'accés, com per exemple: blogspot.ie (Irlanda) o
blogspot.com.ar (Argentina). El propòsit és millorar l'administració local de
continguts que puguin violar les legislacions locals d'un país i evitar intents
de censura.

## Funcions
L'escriptori és el punt d'inici, aquí hi ha una llista de tots els teus blogs. Operacions que pots fer dins de cada blog: 
1. Personalitzar. A l'hora de crear un nou blog pots:
- Escollir la teva plantilla predeterminada.
- Personalitzar a través de la interfície d'arrossegar i deixar o a través del dissenyador de plantilles WYSIWYG.
- Editar l'HTML del teu blog
- Afegir gadgets com presentacions, enquestes d'usuaris i anuncis d'Adsense.

2. Escriure una nova entrada.
- Utilitzar vista prèvia per veure con t’està quedant.
- Afegir una imatge: Pots determinar-ne la seva mida i les opcions "Esquerra", "Centrar" y "Dreta".
- Publicar imatges amb el dispositiu mòbil, el software de fotos gratuït de Google Picasa o un servei de tercers com flickr.
- Afegir un vídeo: Blogger accepta arxius AVI, MPEG, QuickTime, Real i Windows Media amb una mida inferior a 100 MB.

3. Veure les teves entrades: et permet veure una llista d'entrades publicades i redactades per un blog determinat.
4. Posar-te al dia dels teus blogs preferits: A sota de la llista dels teus propis blogs trobes una llista dels blogs que segueixes amb un resum de les últimes entrades.
5. Ús del menú desplegable que et permet enllaçar amb: 
- Visió general
- Entrades
- Pàgines
- Comentaris
- Estadístiques
- Ingressos
- Disseny
- Plantilla
- Configuració

A la pantalla de descripció general pots:
1. Veure l'activitat del teu blog.
2. Veure les novetats i surgències de l'equip de Blogger.
3. Veure els blogs importants més recents.

### Dissenyador de plantilles
Encara que hagis escollit una plantilla pots canviar el seu aspecte, Blogger et permet personalitzar-la canviant el:
- Fons: Canvi de color de fons amb l'opció “Gama de colors principal” o escollir un dels temes suggerits. Una altra opció és afegir-hi una imatge
- Disseny: Pots escollir diferents opcions de disseny, plantilles d'una a tres columnes. També disposes d'una gama d'opcions de disseny pel peu de pàgina del blog.
- Ajust de l'ample: Pots canviar l'ample del blog i les columnes de l'esquerra i la dreta.

### Perfils de Blogger
És un complement del blog. Pots descriure’t a tu mateix, incloure una fotografia i canviar el teu nom públic. Els teus interessos i els teus favorits fan la funció d'enllaç a altres persones que comparteixen les mateixes coses.

## Privacitat i permisos
De forma predeterminada el teu blog és públic i es pot llegir a internet. Tens l'opció, però, de fer-lo privat a través de configuració a la secció de “Lectors del blog”. Aquesta opció ofereix la possibilitat d'afegir lectors introduint la seva adreça de correu electrònic desitjat. A cada adreça introduïda se li donarà accés al blog al compte de Google associada a aquesta direcció. En cas que no estiguès associada a cap compte aquesta persona rebrà un correu d'invitació a l'enllaç que li permetrà:
- Accedir a un compte de Google existent.
- Crear una nova compte.
- Veure el blog com a convidat, sense necessitat de cap compte.

## Límits
- Nombre de blocs: un compte pot tenir 100 blocs com a màxim.
- Nombre d'entrades: no hi ha cap límit en el nombre d'entrades que pot contenir un blog. Totes es guarden al teu compte (llevat que les eliminis a mà), independentment de si publiques arxius o no.
- Nombre de pàgines: no hi ha cap límit en el nombre de pàgines que pot contenir un blog.
- Mida de les entrades: encara que les entrades individuals no tinguin una mida màxima determinada, si publiques entrades llargues et pots trobar amb el límit de mida de la pàgina (vegeu el punt següent).
- Mida de les pàgines: les pàgines individuals tenen un límit d'1 MB. Aquest límit et permet diversos centenars de pàgines de text, però et pot donar problemes si inclous centenars d'entrades a la pàgina principal del teu bloc. Si arribes a aquest límit, t'arriba el missatge d'error "006 Posa't en contacte amb el servei d'assistència de Blogger".
- Nombre de comentaris: no hi ha cap límit pel que fa al nombre de comentaris que admet una entrada. Igual que passa amb les entrades arxivades, si tries ocultar els comentaris del teu bloc, tots els comentaris anteriors es guardaran al teu compte igualment.
- Nombre d'imatges: fins a 1 GB de l'espai total d'emmagatzematge, compartit amb el web de Picasa. Si has connectat un blog amb Google+, les teves fotos es guardaran en Fotos de Google+. Allà disposes de 15 GB d'espai d'emmagatzematge, compartit amb Gmail i amb Drive.
- Mida de les imatges: si publiques imatges a través de Blogger per a mòbils, cada imatge no pot superar els 250 K.
- Membres de l'equip: un bloc pot tenir 100 membres com a màxim.
- Nombre d'etiquetes: fins a 2.000 etiquetes exclusives per bloc i 20 per entrada.
- Descripció del bloc: pot tenir 500 caràcters com a màxim, res d'HTML. Si escrius més caràcters o codi HTML, es recuperarà la descripció anterior.
- Dades del perfil "Sobre mi": 1.200 caràcters com a màxim.
- Interessos i preferits del perfil: cada camp admet un màxim de 2.000 caràcters.
- Importació de blocs: no hi ha cap límit de mida de fitxer per als blocs importats. Sí que és possible que tinguis un màxim d'importacions per dia.

* Nota: Els usuaris del servei blogspot Plus tenen una configuració diferent.

## Idiomes disponibles
Blogger està disponible amb els idiomes següents:
àrab, bengalí, búlgar, català, xinès (simplificat), xinès (tradicional), croat, txec, danès, holandès, anglès, filipí, finlandès, francès, alemany, grec, gujarati, hebreu, hindi, hongarès, indonès, italià, japonès, kannada, coreà, letó, lituà, malai, malayalam, marathi, noruec, Oriya, persa, polonès, portuguès (Brasil), portuguès (Portugal), romanès, rus, serbi, eslovac, eslovè, espanyol, suec, tàmil, telugu, tailandès, turc, ucraïnès, urdú vietnamita, nepalès, Farashi, Bemba, Tonga, tumbuka i Cewa .